# Ворскла (село)
Ворскла — село в Яковлевском районе Белгородской области России.
Входит в состав Быковского сельского поселения.

## История
Первоначально это была деревня Ворскловка. Согласно переписи 1882 года в деревне Краснянской волости Обоянского уезда было 68 домохозяйств и 448 жителей (233 мужчины, 215 женщин).

## География
Расположено севернее хутора Кондарёво, с которым граничит по реке Смородинка. По реке Ворскле село граничит с селом Крапивное.
Через Ворсклу проходят просёлочные и автомобильная дороги.

### Улицы
- ул. Новая
- ул. Рязанская
- ул. Соловки

## Население
| 2002 | 2010 |
| ---- | ---- |
| 76   | ↗90  |